# Bingo (Sat.1)
Bingo war eine Quizshow bei Sat.1, bei der die Zuschauer auch das gleichnamige Spiel mitspielen konnten. Von der Show wurden in den Jahren 1991 und 1992 525 Folgen bei Sat.1 ausgestrahlt, moderiert von Wolf-Dieter Herrmann. Produziert wurde Bingo in den Blickpunktstudios in Dortmund.

## Regeln

### Bingo-Spiel für die Zuschauer
Für die Zuschauer, die einen entsprechenden Bingo-Gewinnspielschein hatten, war die Sendung ein Bingo-Spiel. Bingo-Scheine, die in Zusammenarbeit mit der Hörzu produziert wurden, gab es kostenlos im Zeitschriftenhandel oder per postalischer Anforderung.
Wer alle 15 vorgedruckten Zahlen der betreffenden Woche (der Schein galt mehrere Monate) nach Festsetzung während der Sendungen ankreuzen konnte, konnte durch Einschicken des Scheins und nach Losziehung einen Tages- oder Wochen- oder viele Trostpreise gewinnen.

### Quiz für die Kandidaten
Für die drei Kandidaten war es eine Quizshow. Fragen mussten nach „buzzern“ beantwortet werden, wobei falsche Antworten nicht zu Abzügen führten. Der Moderator gab zum Teil zwei Auswahlmöglichkeiten oder es war eine Ja/Nein- oder Richtig/Falsch-Frage. In den ersten zwei Runden führten bereits je vier richtige Antworten des ersten Kandidaten zu einem Sachpreis oder einer Reise, die werbend präsentiert wurden. Die Sendung wurde aber nicht als Dauerwerbesendung eingestuft. In der dritten und letzten Runde konnte jeder Kandidat nach richtiger Beantwortung einer Frage einmal einen anderen Kandidaten, i. d. R. den Führenden, durch Setzen eines Jokers vom Erspielen der nächsten Zahl ausschließen. Wurde diese Frage durch den Ausgeschlossenen falsch beantwortet, wurde der Kandidat für die nächste Frage vollständig gesperrt. Erst durch richtiges Beantworten einer Frage konnte die Fähigkeit zum Gewinn einer Zahl wiederhergestellt werden. Der Kandidat, der als erstes 12 Zahlen/Felder erspielt hatte, war Gesamtsieger (Bingo). Er erhielt einen Sachpreis oder eine Reise und hatte danach noch die Chance auf einen Geldpreis (Super Bingo). Die Höhe richtete sich nach der Geschwindigkeit von mind. drei richtig beantworteten Fragen in einer Horizontal-, Vertikal- oder Diagonalreihe mit fünf Feldern, bis 25 s 5.000 DM, dann bis 35 s 3.000 DM, dann bis 45 s 1.000 DM. Die erste Zahl wurde geschenkt, eine weitere wurde bei Nichtsetzen des Jokers aus der dritten Runde zugelost. Falsche Antworten löschten das betreffende Feld aus, so dass eine andere Reihe versucht werden musste.

## Merchandise
Als Merchandise-Artikel erschien im Jahr 1991 ein Spiel mit Fragekarten und im Jahr 1992 ein Computerspiel.